# Spring Street (Manhattan)
Spring Street (en inglés: calle Spring) es una calle en el bajo Manhattan, Nueva York, que va de oeste a este a través de los barrios de Hudson Square, SoHo, y NoLIta. Corre paralela a y entre las calles Dominick, Broome, y Kenmare Street (al sur), y Vandam y Prince Street (al norte). Los números de las direcciones ascienden a medida que Spring Street va hacia el oeste desde el Bowery hasta West Street a lo largo del río Hudson.

## Historia

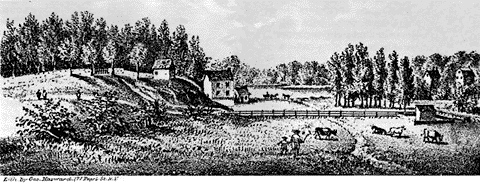
Lispenard's Meadow en 1785, visto desde lo que es hoy la esquina noreste de Spring Street y Broadway

La propiedad de Aaron Burr, Richmond Hill, estuvo ubicado en el área en los años 1790. Burr embalsó el arroyo Minetta Creek para crear una piscina ornamental en la entrada de su propiedad que estaba ubicada cerca de donde se intersectan las calles Spring Street, MacDougal y la Sexta Avenida.
En 1803, lo que sería luego Spring Street era la única vía en el área, que era aún totalmente rural, con lomas y bosques. En mayo de 1805, la calle fue ensanchada a 20 metros por el Concejo de comunes de la ciudad de Nueva York.

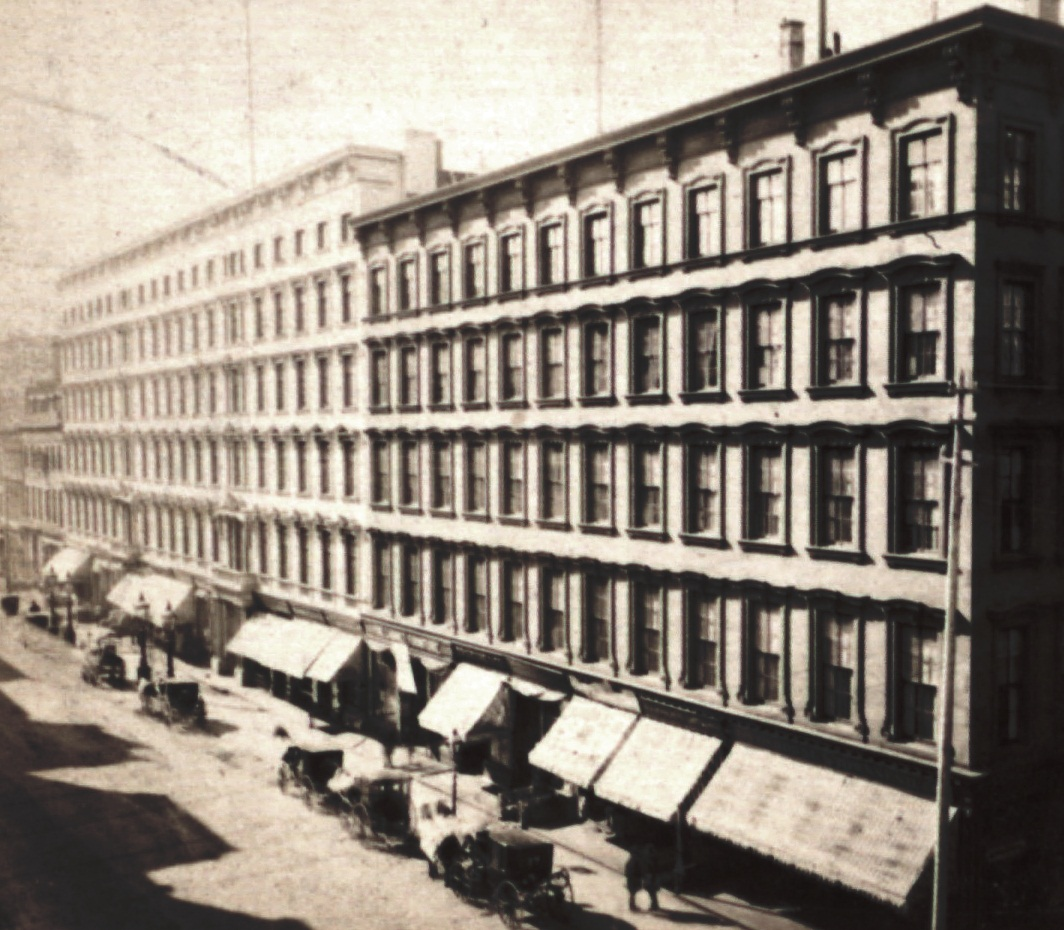
El hoy ya no existente hotel San Nicolás

La calle fue nombrada Brannon Street hasta 1806, debido a que recorría a través del jardín de un hombre llamado así en lo que hoy es el cruce de Spring Street y Hudson Street. Su actual nombre viene de un manantial de agua dulce que corría a través de Lispenard's Meadow, en el lugar donde hoy se encuentra West Broadway. El arroyo continúa recorriendo bajo tierra, ocasionalmente inundando sótanos.
En 1834, disturbios raciales contra los negros, principalmente irlandeses, irrumpieron a la iglesia presbiteriana de Spring Street, hogar del abolicionista Dr. Henry G. Ludlow. En ese tiempo estaba ubicada en el 250 Spring Street entre Varick Street y la Sexta Avenida, donde se había establecido en 1811. Los alborotadores causaron gran daño al órgano de la iglesia, los bancos y las galerías. Dos años después de los disturbios, en 1836, una estructura gótica se completó, reemplazando la antigua iglesia. Estuvo en pié hasta los años 1960. A inicios del siglo XX, la iglesia sirvió a una comunidad empobrecida en la que, de acuerdo con el pastor, "Gran parte del vecindario se perdió en un tipo de apatía empapada a la que las peleas de borrachos traían desfogue."
La esquina de Spring Street y Broadway fue la ubicación del Hotel San Nicolás, un edificio con fachada de mármol de seis pisos, 600 habitaciones de lujo que fue diseñada por J. B. Snook o Griffith Thomas, y fue completada en 1853. Estaba equipada con la última tecnología en comodidades como calefacción centralizada, agua caliente y una oficina de telégrafo en el lobby. El interior del hotel mostraba frescos en el techo, candelabros y paneles de nogal. La opulencia del hoteal era tal que un visitante describió su estadía ahí como: "una entrada al palacio de algún príncipe oriental".  El edificio ocupó toda la cuadra en las calles Spring y Broome; sólo sobreviven dos pequeños segmentos.

## Lugares notables

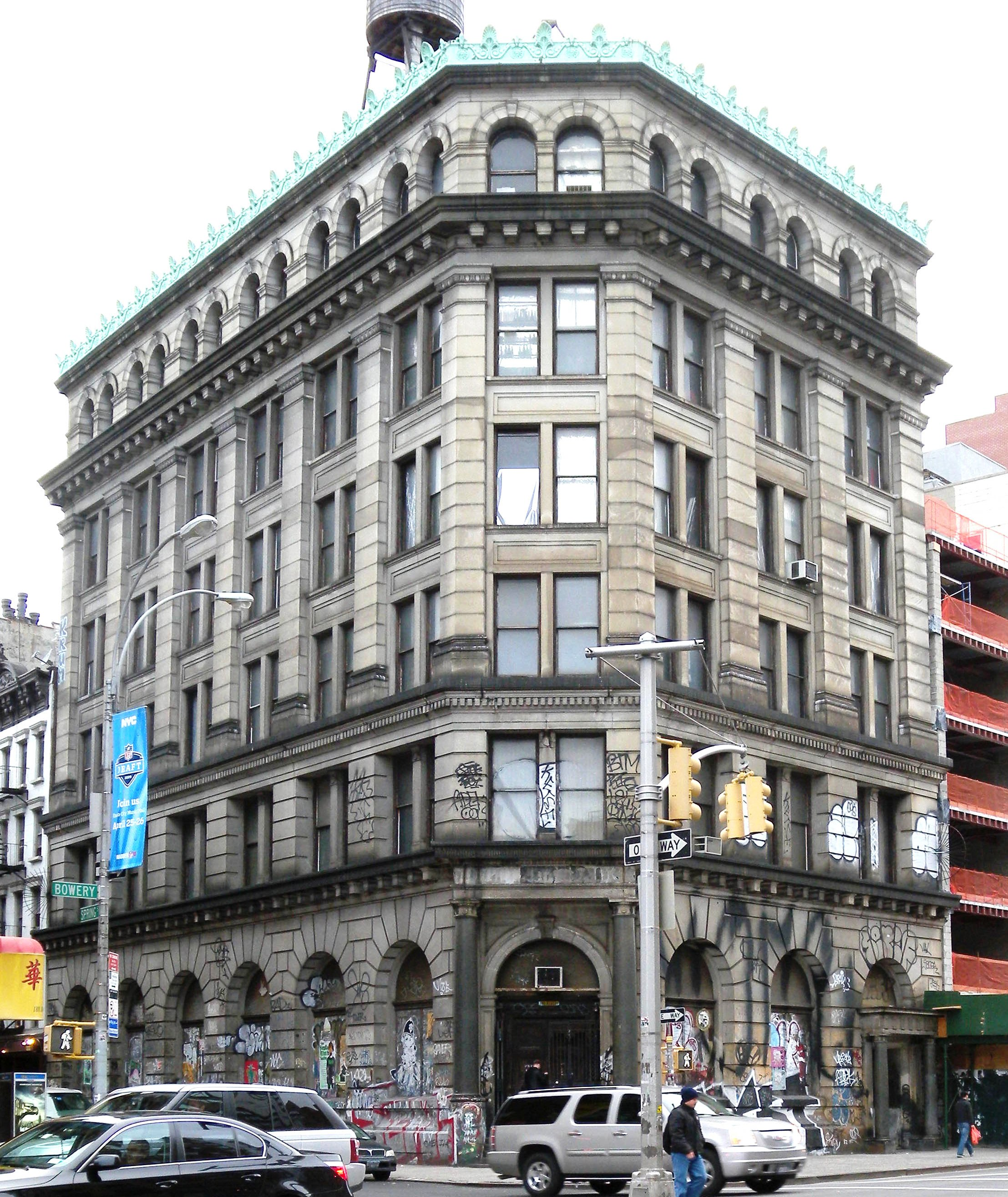
El Germania Bank Building

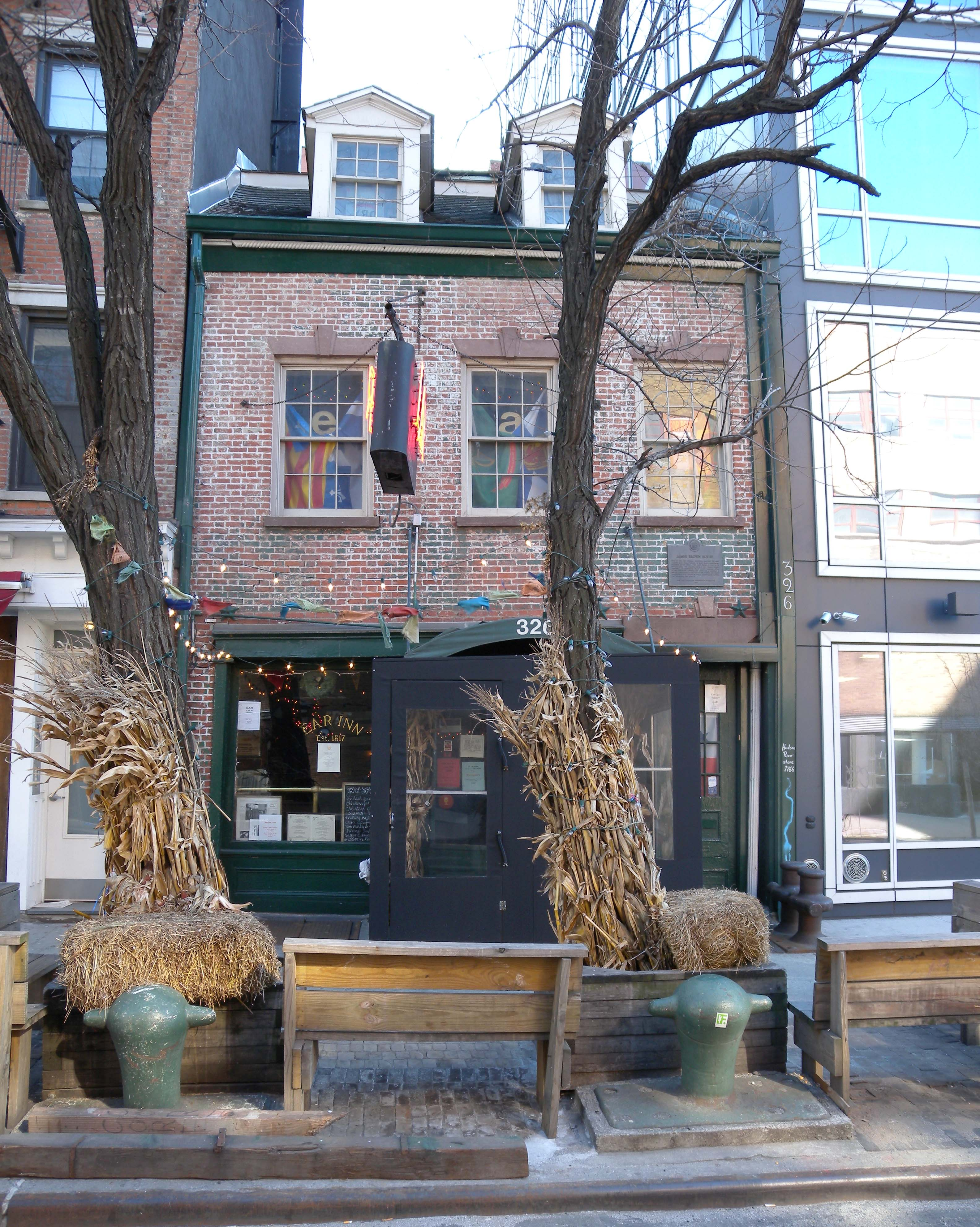
La casa James Brown House; a la derecha se encuentra la Urban Glass House

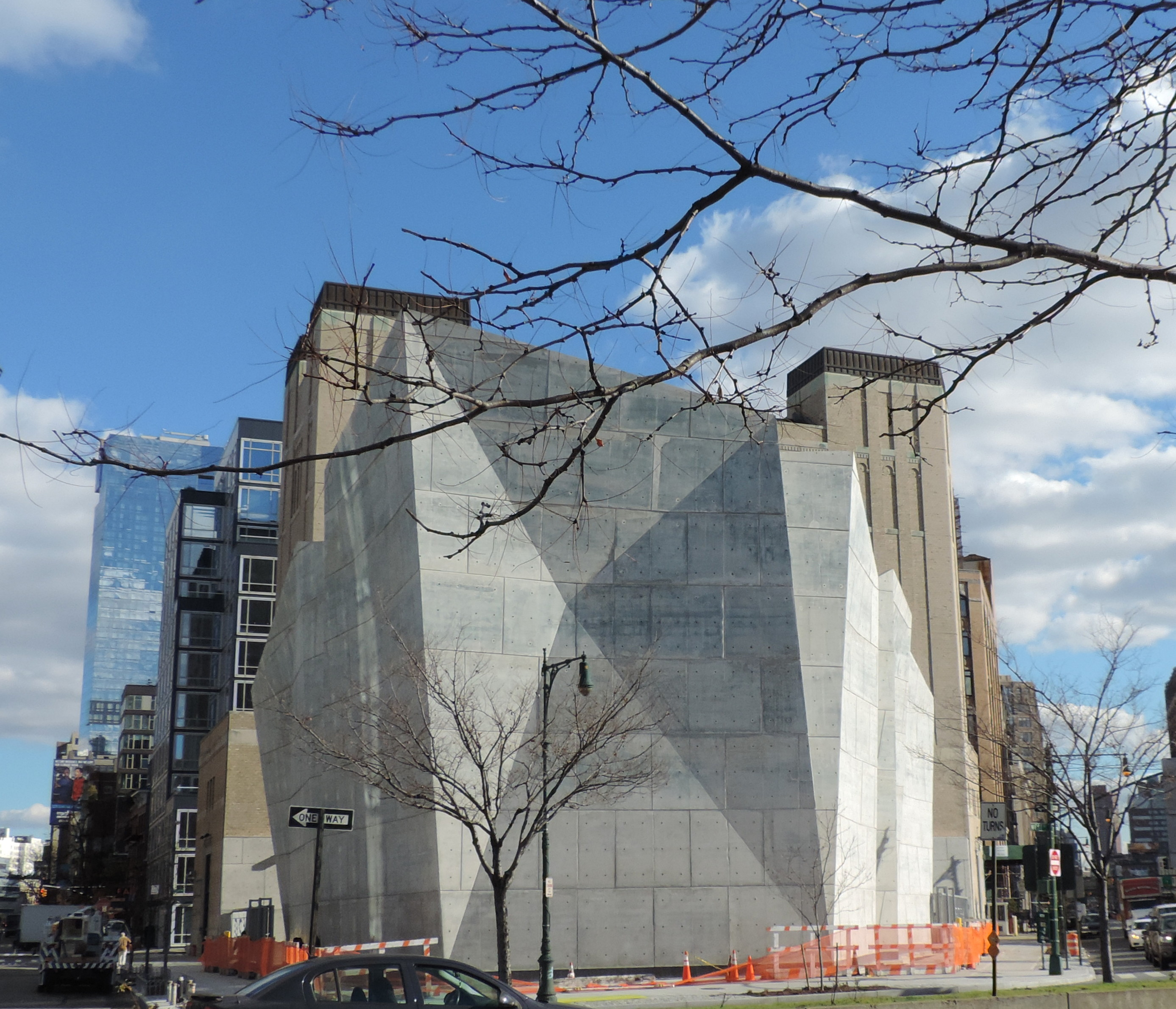
El cobertizo de sal de Spring Street en el extremo occidental de la vía

- El Germania Bank Building, en la esquina noroeste del cruce de Spring Street y Bowery (190 Bowery), un edificio de 1899 hecho de granito y caliza de estilo neorrenacentista diseñado por Robert Maynicke, actualmente es la residencia, estudio y galleria de 75 habitaciones del fotógrafo comercial Jay Maisel, que alguna vez rentó un espacio a Roy Lichtenstein.[23][24][25]
- Jen Bekman Gallery, en el 6 Spring Street al oeste del Bowery, una galería de arte.[26]
- 11 Spring Street, un antiguo establo y guardianía de carruajes construido en 1888. Alguna vez fue un conocido imán para los artistas del grafiti que cubrieron todo el exterior del edificio con sus dibujos. Cuando el edificio fue comprado para ser convertido en un condominio, los constructores, en colaboración con el Wooster Collective, montaron un show dentro del edificio invitando a conocidos grafiteros - muchos de los cuales tenían dibujos en el exterior - para cubrir enteramente los cinco pisos del interior del edificio. El show abrió en diciembre del 2006 por unos pocos días antes de que los trabajos de reconstrucción empiecen y los dibujos fueran cubiertos o destruidos.[27] Antes de sus días como un lienzo para el graffiti, el establo había sido por 30 años la casa de John Simpson, empleado de la IBM. Simpson lo había llenado con mecanismos parecidos a Rube Goldberg y puso velas consumidas, sobrantes de la Feria Mundial de Nueva York de 1964, en las ventanas, dándole al edificio su apodo de la época: el "Edificio de las velas (en inglés: "Candle Building").[28]
- Lombardi's Pizza, en el 32 Spring Street, la primera pizzería en Los Estados Unidos. Zagats le dio un rating de restaurantes de 25 en el 2013.[29] Originalmente ubicado en el  53 Spring Street en 1897, Gennaro Lombardi convirtió esta tienda de abarrotes en una pizzería en 1905, y tuvo una clientela leal que incluyó al tenor italiano Enrico Caruso. Gennaro luego pasó el restaurante a su hijo George. Cerró en 1984 y abrió nuevamente unos cuantos años después más abajo en la misma cuadra, administrado por uno de los nietos de Gennaro.[30]
- DeSalvio Playground, en la esquina de Spring Street y Mulberry Street, nombrada en honor de John DeSalvio y su hijo Louis. DeSalvio fue un hombre influyente en Little Italy, y su hijo fue elegido para la Asamblea Estatal de Nueva York.[28]
- Taïm, 45 Spring Street, restaurante vegetariano Israelí. Zagats lo calificó con un rating de 26 en el 2013, y como el restaurante israelí # 1 en la ciudad de Nueva York, y el segundo mejor restaurante en NoLita.[31]
- El East River Savings Bank Building (conocido hoy como "The Spring"), en 60 Spring Street, fue construido en 1927 y fue diseñado por el notable arquitecto Cass Gilbert en el estilo Beaux-Arts. Fue convertido en un condominio de departamentos en el 2003.[28][32]
- Balthazar, 80 Spring Street, restaurante y brasserie francesa.  Zagats lo calificó en el puesto 24 en el 2013, y lo ranqueó como la segunda mejor brasserie en Nueva York.[33]
- MoMA Design Store, 81 Spring Street (en la esquina con Crosby Street).[28]
- El Donald Judd House and Museum, 101 Spring Street, un edificio de cinco pisos de hierro forjado, diseñado en 1870, que fue la antigua residencia y estudio del artista Donald Judd.[34][35][36] El edificio ha sido llamado como un extraordinario ejemplo de la arquitectura del hierro forjado.[28]
- 175 Spring Street, a lumber company, originally built as an electrical substation for the Sixth Avenue Elevated train line, run by the Metropolitan Railway Company. The building was constructed c. 1885, and features a granite Romanesque Revival arch.[28][37]
- Vesuvio Playground, en la esquina de Spring Street y  Thompson Street; un parque vecinal.[38]
- Numero 28 Pizzeria Romana, en el 196 Spring Street, un restaurante italiano.  Zagats lo calificó en el puesto 24 en el 2013.[39]
- Aquagrill, en el 210 Spring Street, restaurante marino,  Zagats lo calificó en el puesto 27 en el 2013.[40]
- Trump SoHo, en el 246 Spring Street, condominio hotel de $450 millones de dólares y 46 pisos.[41]
- New York City Fire Museum, en el 278 Spring Street (entre Varick Street y Hudson Street).  Antiguo cuartel de bomberos de estilo Beaux-Arts de 1904 que tiene más de diez mil artefactos relacionados con la historia de la lucha contra los incendios y el Departamento de Bomberos de Nueva York.[42]
- Casa de Dennison y Lydia Wood, en el 310 Spring Street, monumento declared por la Comisión para la Preservación de Monumentos Históricos de Nueva York.[8]
- James Brown House, en el 326 Spring Street, un edificio histórico terminado en 1817 y un monumento de la ciudad declarado en el Registro Nacional de Lugares Históricos.[43] Es uno de los pocos ejemplos aún existentes de la arquitectura federal en el barrio.[8]  La Comisión para la Preservación de Monumentos Históricos de Nueva York la calificó como "una modesta sobreviviente de aquellas casas del siglo XIX que eran encantadoras, cómodas y pequeñas, que alguna vez abundaron en Nueva York."[43] En el piso bajo se encuentra The Ear Inn, una de las tabernas más antiguas de Nueva York.[8]
- La Urban Glass House, en el 330 Spring Street (entre las calles Washington y Greenwich), un condominio de lujo de 12 pisos diseñado por el famoso arquitecto Philip Johnson en el estilo modernista; los intereriores son de Annabelle Selldorf, otra famosa arquitecta.[44]  El edificio fue el último diseñado por Johnson antes de su muerte. El edificio utilizó los aires de la James Brown House, y, en retorno, los constructores pagaron por importantes reparaciones y mejoras a ese monumento.[45] El edificio fue construido entre 2005 y 2006.[46][47]

### Estaciones del Metro

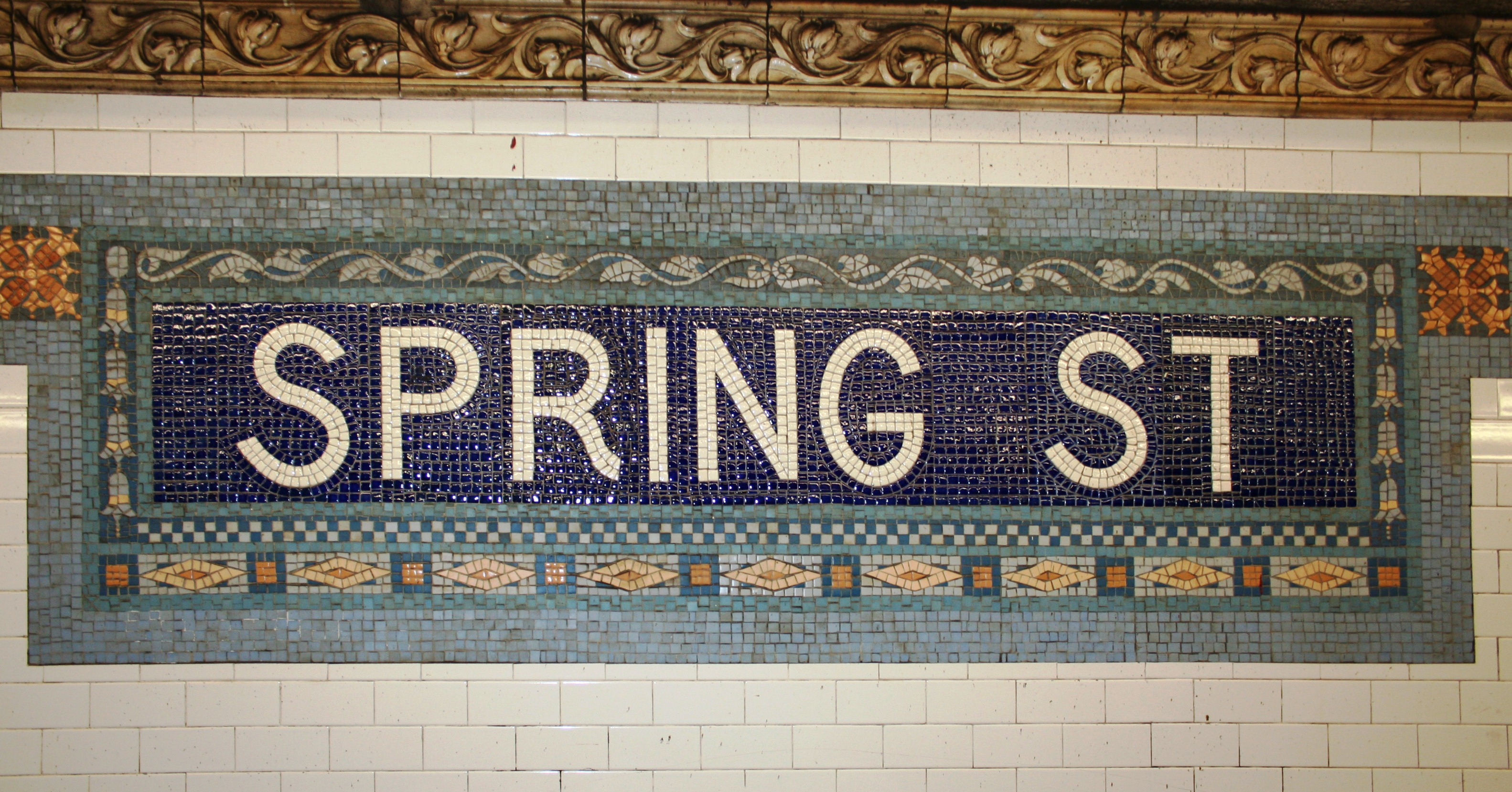
mosaico en la estación Spring Street

- Spring Street, una estación del metro de la línea de la Avenida Lexington del Metro de Nueva York, ubicada en la intersección de las calles Spring y  Lafayette, sirve a las líneas ,  y .[48]
- Spring Street, una estación del metro de la línea de la Octava Avenida del Metro de Nueva York, ubicada en la intersección de Spring Street y la Sexta Avenida en el barrio Hudson Square, sirve a las líneas  y  y por el día y las noche excepción de las madrugadas por el servicio .[48]